# 湖畔 (絵画)
『湖畔』（こはん、仏: Au bord du lac、英: Lakeside）は、日本の洋画家黒田清輝が1897年（明治30年）に描いた絵画。1999年（平成11年）に国指定の重要文化財に指定された。1967年（昭和42年）に郵便切手のデザインに採用されたほか、美術科の教科書などにも掲載されている。芦ノ湖と対岸の山並みを背景として、岩の上に腰掛けて納涼している1人の女性が描かれている。モデルは、金子たね（のちに黒田照子と改名）という人物である。カンヴァスに油彩。縦69.0センチメートル、横84.7センチメートル。国立文化財機構が所有しており、東京国立博物館に所蔵されている。フランス語では “Au bord d'un lac” とも表記される。美術史家の隈元謙次郎は、「明治期屈指の名作として親しまれているのもうなずける」と評している。

## 由来

黒田清輝『智・感・情』、1897年 - 1899年、東京国立博物館所蔵

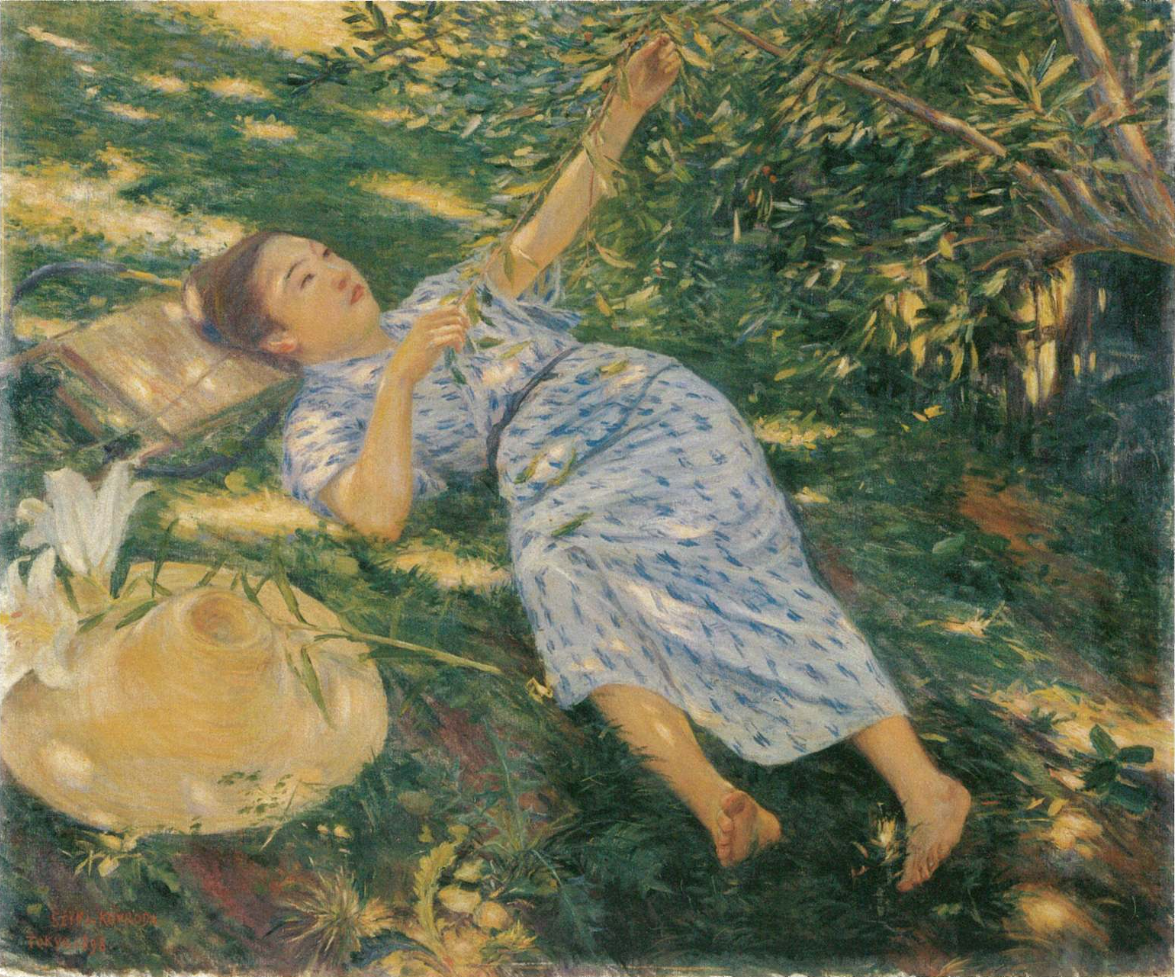
黒田清輝『木かげ』、1898年、ウッドワン美術館

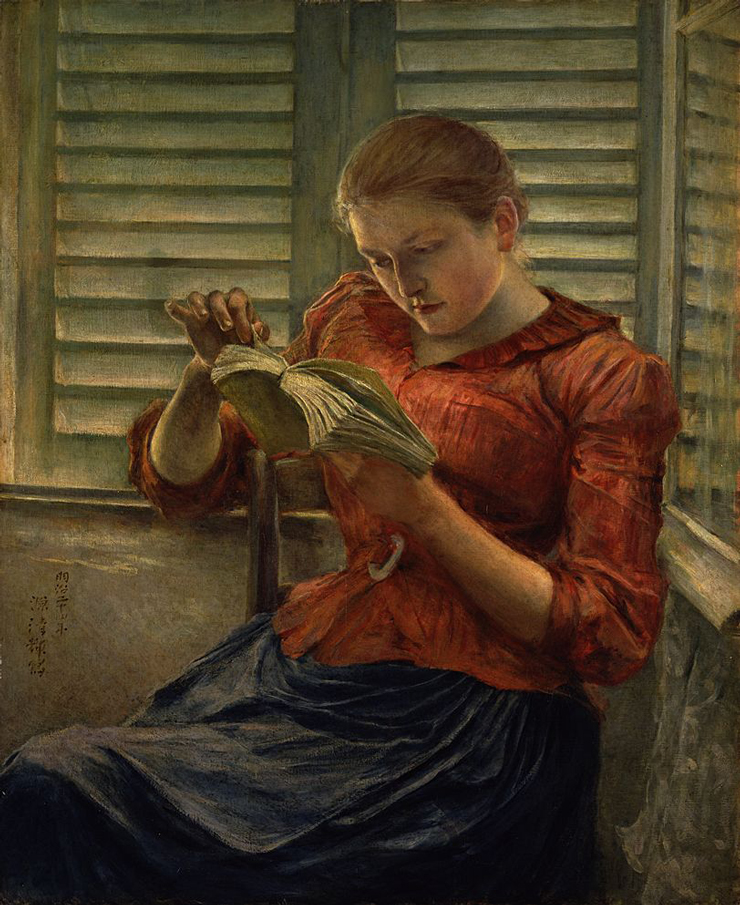
黒田清輝『読書』、1891年、東京国立博物館所蔵

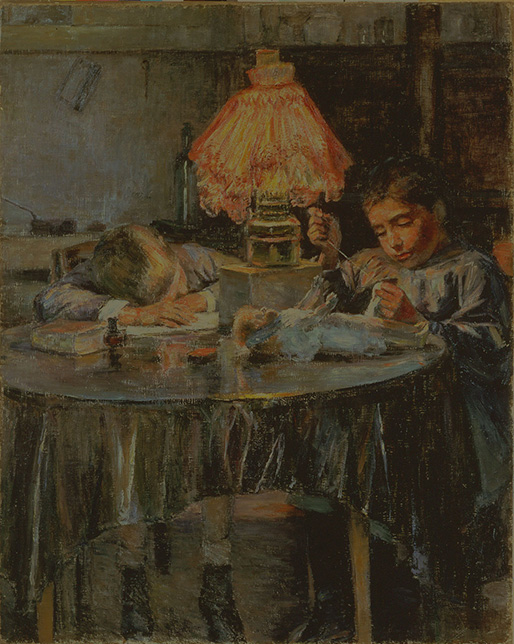
『洋燈と二児童』、1891年、ひろしま美術館所蔵

1897年（明治30年）7月10日ごろに千葉県の稲毛に来遊し、年若い婦女の半身像を海を背景に描いた『女の顔』というタイトルの作品を製作した黒田は、同年8月が始まると、避暑を目的として神奈川県の箱根にある芦ノ湖のほとりを金子たねを伴って訪れ、同月末まで滞在した。彼はそこで水の描画法を研究していた。東京文化財研究所のウェブページ掲載の照子の回想では、清輝が仕事をしているのをたねが見にいくと、近くにある岩の上に腰掛けるように言われたので従った。すると清輝は次の日から、たねとその後ろに広がる風景を描き始め、およそ1か月ほど後に完成したとされる。『現代の眼』42号での照子の語りによると、彼女が岩の上に腰掛けて納涼していると、「そのままモデルになれ」と言われた、という。
製作した時間帯について、『現代の眼』に掲載の照子の語りでは、陽が高い午後3時ごろまでとなっている。『湖畔』製作当時の照子の年齢は、『現代の眼』42号に掲載の照子の語りでは24歳となっているが、東京文化財研究所のウェブページに掲載の照子の回想では23歳となっている。黒田は、この箱根滞在期間中に『自画像』を製作し完成させたほか、翌9月には東京に戻り、ハギの花を背景に婦女が佇んでいる姿を描いた『秋草』（1897年、岩崎美術館所蔵）を製作している。
『湖畔』が初めて公開されたのは、1897年（明治30年）10月28日から12月5日にかけて上野公園旧5号館で開催された第2回白馬会展においてである。このときは『避暑』（仏: Station d’été、英: Summering）というタイトルが付けられていた（この展覧会に出展された黒田作品はほかに『智・感・情』（1897年 - 1899年、東京国立博物館所蔵）『秋草』『落日』『側面像』『海上暮雲』『林間秋色』『自画像』『冬野薄暮』『湖邊朝霧』『江月』『砂濱乾魚』『麥圃暮色』『漁船著岸』『母子』『海濱冬日』『僻村元朝』がある）。
また、1900年（明治33年）に開催されたパリ万国博覧会に『オ・ボ・ドゥラ』（Au bord du lac、フランス語で「湖の辺にて」の意）というタイトルで『智・感・情』『秋郊』『木かげ』『寂寞』とともに出展された（次節「パリ万博への出展」で詳述）。このとき計5点のうち『智・感・情』だけが銀賞を受賞した。『オ・ボ・ドゥラ』は受賞を逃したが、ある画廊から購入を希望する旨の申し出があったとされる。
さらに、1905年（明治38年）9月に開催された白馬会創立十周年記念展に『湖辺』（湖邊）というタイトルで『読書』（1891年、東京国立博物館所蔵）『洋燈と二児童』（1891年、ひろしま美術館所蔵）などとともに出展された。このときの所蔵者は樺山愛輔となっているが、いつから彼が所蔵していたかは定かでない。照子の回想によれば、『湖畔』が完成して東京に戻った後、樺山が作品を持っていったとしている。
本作は、清輝の存命中には定まったタイトルが付けられていなかった。彼が1924年（大正13年）7月15日に死去した後もしばらくの間、定まらない状態が続いた。清輝の死去に伴い、本作は遺族のもとに移された。同年11月には、東京美術学校で開催された「黒田清輝先生遺作展覧会」に『湖辺』というタイトルで追加出展されている。1925年（大正14年）に審美書院より刊行された『黒田清輝作品全集』の巻末に収録された「黒田清輝年譜」では『避暑（湖畔婦人）』となっている。1927年（昭和2年）6月に朝日新聞社の主催で開催された「明治大正名作展」に『湖畔美人』というタイトルで出展された。山梨絵美子によると、本作はこのときに初めて「名作」との評価を受けた。1929年（昭和4年）に岩波書店より刊行された『黒田清輝作品収蔵目録』では『湖畔』となっており、これが現在のタイトルが現れる最も古い事例である。
本作は黒田記念室に寄贈されたが、寄贈年については、『月刊文化財』では1935年（昭和10年）となっている一方で、『美術研究作品資料』の年譜では1933年（昭和8年）となっている。1970年（昭和45年）ごろに額装が変更された。1999年（平成11年）6月7日、重要文化財に指定される（指定番号は01970）。

## パリ万博への出展

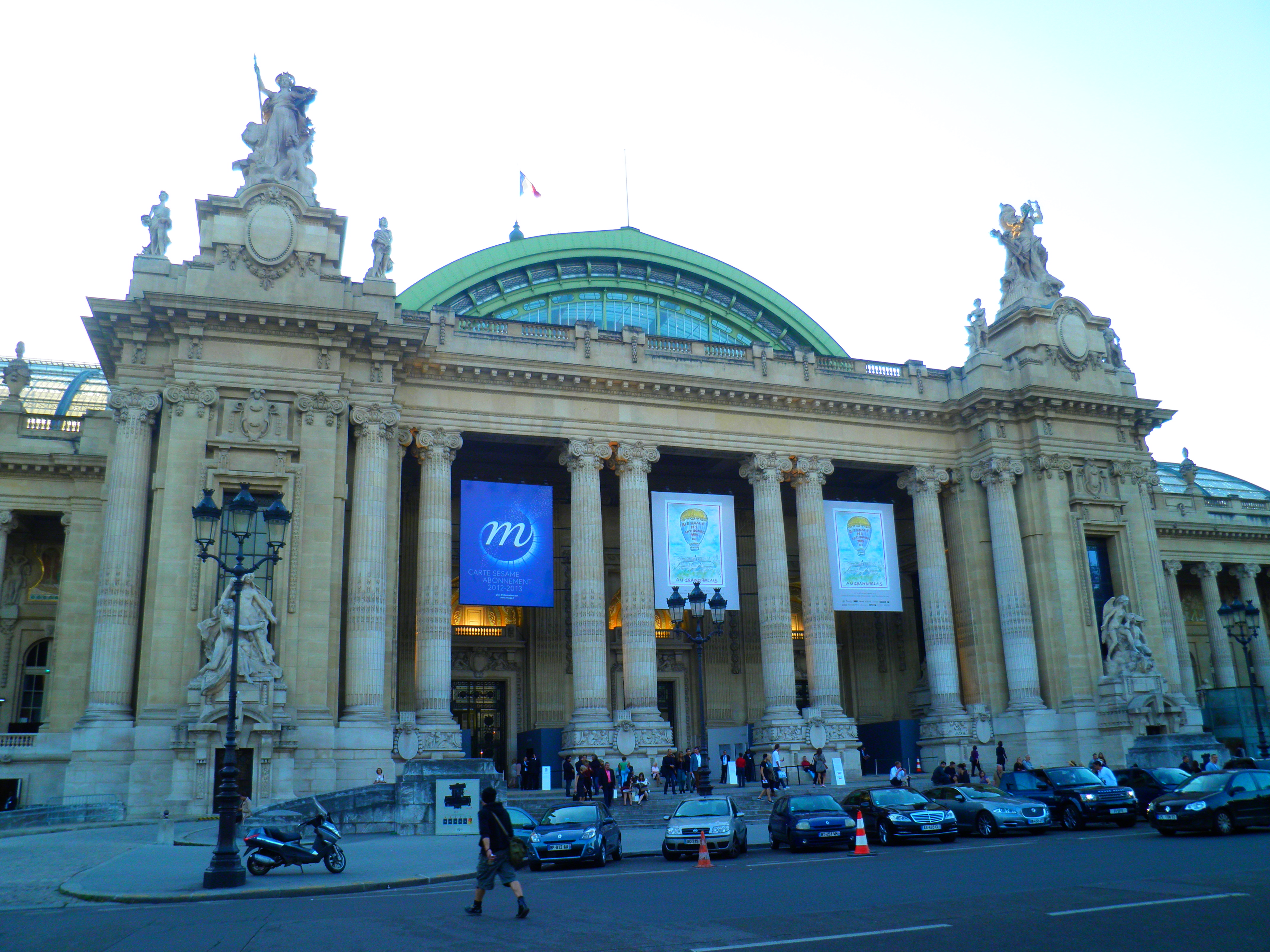
グラン・パレ正面

本画は、1900年（明治33年）に開催されたパリ万国博覧会に『オ・ボ・ドゥラ』というタイトルで『智・感・情』『木かげ』『寂寞』『秋郊』とともに出品され、グラン・パレに展示された。万博開催の前年にあたる1899年（明治32年）の8月21日、黒田は当時の内閣により、日本からの出品作品の鑑査を行う臨時博覧会鑑査官に、久米桂一郎、松岡寿、合田清、浅井忠および小山正太郎とともに任命された。同月24日に鑑査が開始され、26日に一次鑑査が終了した。その後、明治美術会展覧会や日本美術協会秋季展に出品されていた作品の中から選出された作品が追加された。黒田による5作品もこの鑑査により決定された。
出品された5点は、当時、国際的に採り入れられていた技法や傾向に基づいて製作された。『智・感・情』は三幅対（トリプティック）という画面形式を用いた作品であり、『木かげ』は外光派的または印象派的な要素をもつ作品で、『寂寞』はフランスの風景画家ジャン＝シャルル・カザンの影響を受けた作品である。『秋郊』については作品の特定がされていないが、フランスの美術史家レオンス・ベネディットの批評から、秋の風景を描いた作品と考えられている。
これらの5点のタイトルは、『千九百年巴里万国博覧会臨時博覧会事務局報告』では『三面裸体図』『湖辺』『樹陰』『寂莫』『秋郊』となっており、同博覧会のカタログでは “Etudes de Femmes”、“Au Bord du lac”、“Sous l'Ombre des arbres”、“Solitude”、“Campagne d'automne” となっている。『木かげ』は晩春から初夏が描かれ、『湖畔』は盛夏、『秋郊』は秋、『寂寞』には冬が描かれており、四季に応じた画題にもなっている。

## 作品

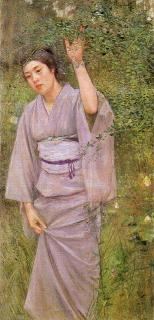
『秋草』、1897年、岩崎美術館所蔵

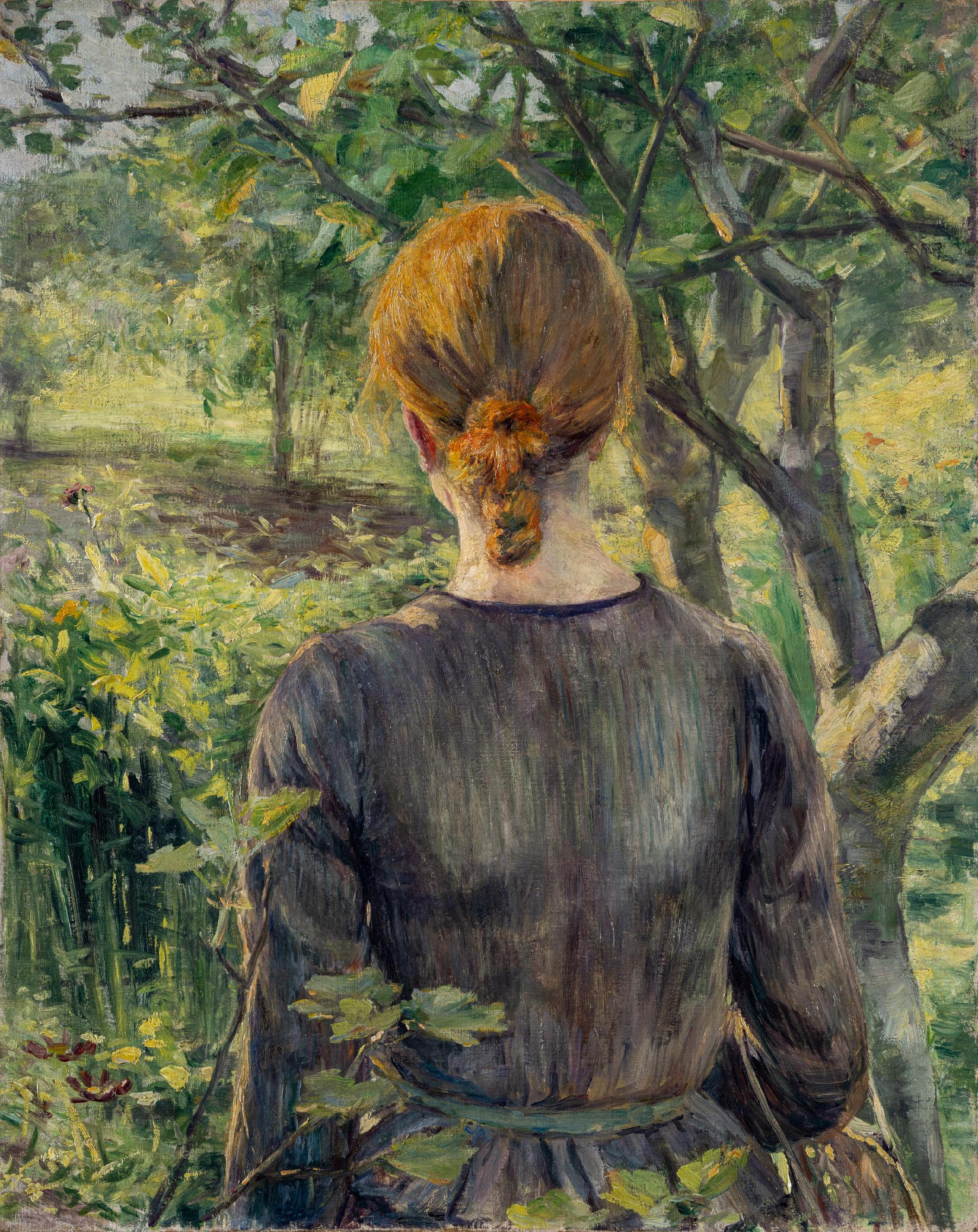
『赤髪の少女』、1892年、東京国立博物館所蔵

本画『湖畔』は、照子の肖像画であり、背景の自然を描いた風景画でもある。湖のほとりにある岩に腰掛けて納涼している年若い女性、照子が画面中央やや左寄りに描かれており、背景には青色の湖のほか、対岸にある緑色の山並みが描かれている。基調色に青紫色を用いながら、画面全体を淡い寒色系統の色調でまとめることで、日本の高地に特有のくすんだ風景や湿気を多く含んだ空気を表現している。崔裕景は夕涼みであるとしており、田中淳も夕暮れ時に着想されたとしている。『日本経済新聞』に掲載された照子の語りによると、岩の上には座布団を敷いていたとされる。
照子が身にまとっている浴衣は木綿製のものとされ、淡い青色の地に白色のたて縞模様が入っている。照子の回想によると、清輝は旅行をするときに普段着を着ており、照子が晴れ着を身につけるのも嫌ったといい、この木綿の浴衣という服装が「大いに不満」であったとしている。
頭部などはほぼ原寸大で描かれている。まぶたは二重まぶたであり、鼻は鼻梁が高くまっすぐ伸びている。こうした照子の顔立ちは「エキゾチック」と表現されることがある。髪飾りとして櫛とかんざしを付けている。腰には、濃紺色をした帯を締めている。彼女は斜め左方向を向き、遠くのほうに視線を投げている。
照子によると、右手に持っているうちわは宿泊していた旅館のものとされる。うちわは、扇の部分が丸い形をしており、白い地にピンク色のハギの花々が描かれている。崔は『秋草』（1897年、岩崎美術館）にもハギの花が描かれていることを指摘した上で、『秋草』や『湖畔』にハギを描くことによって、恋人を待つ情緒を表現していると解釈することができるとの旨を述べている。崔は、画家は本作について何も書き残していないとしている。
箱根郵便局の手前の広場に所在し、1921年（大正10年）に閉館されたという石内旅館を、黒田は1897年（明治30年）8月に宿泊先として利用している。。黒田を研究している田中淳は、現在箱根ホテルが建っている場所に隣接する広場にあった石内旅館の付近で『湖畔』は描かれたのではないかとし、2004年（平成16年）に遊覧船の発着場となっている場所で撮影を行っている。
縦69.0センチメートル、横84.7センチメートルという大きさは、カンヴァスの規格サイズではF25号に当たる。ここで「F」は「フィギュール」（figure、フランス語で「人物」の意）の頭文字であり、この大きさのカンヴァスは、縦に使って人物画を描くのに用いるのが一般的である。しかし黒田は、これを横に使って描いている。田中淳は、黒田が照子の肖像のほかに周囲の自然も描き出したかったためにカンヴァスを横に使ったのではないかとしている。
田中は、滞欧時代の『赤髪の少女』（1892年、東京国立博物館所蔵）と比較しても『湖畔』は遠近感が希薄な作品であると述べた。しかし芦ノ湖のほとりの、作品が描かれたと思われる場所に実際に立つと、遠くの湖面も近くに迫るように見えたことから、黒田は見たままの風景を描いたことがわかったとしている。

## モデル

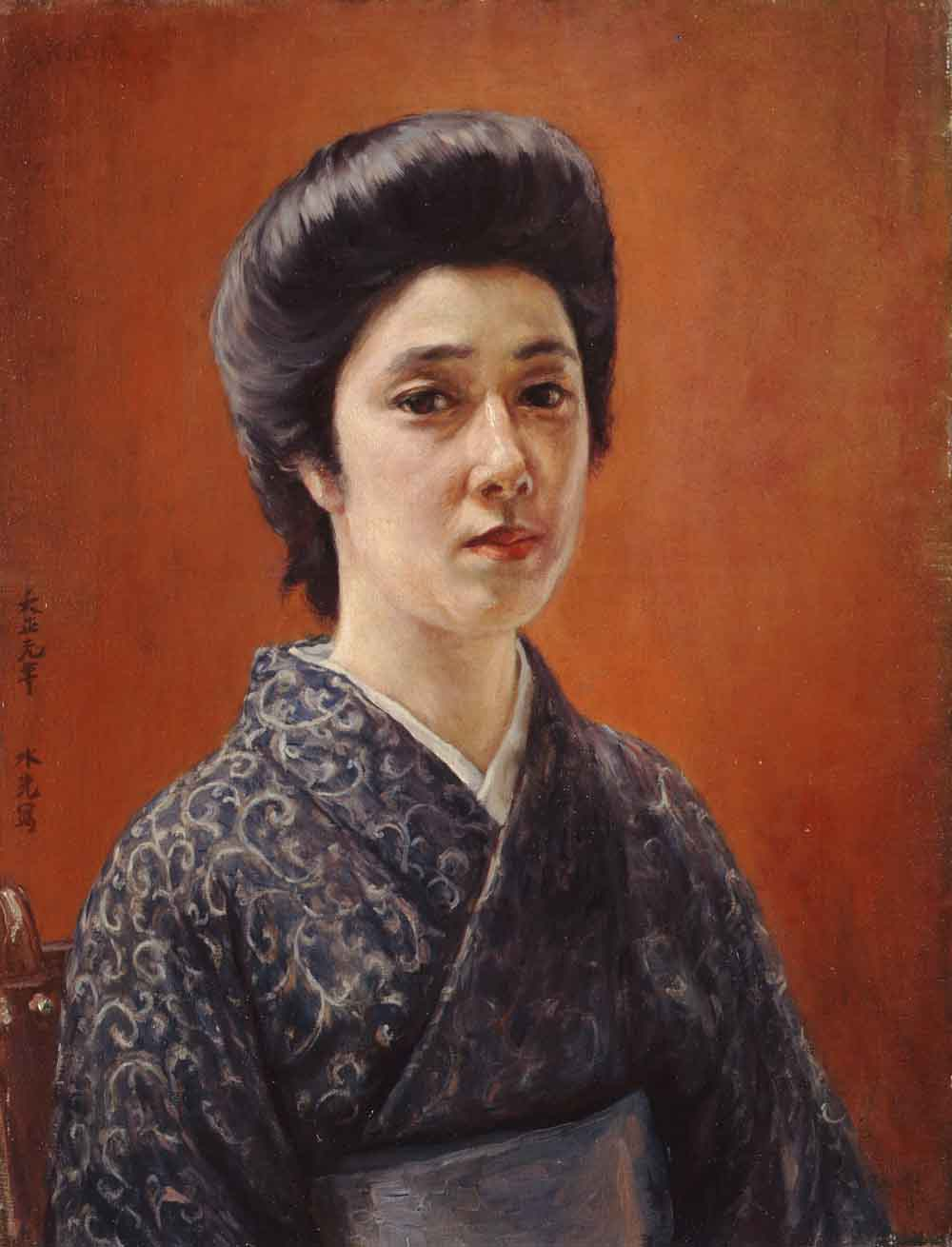
黒田清輝『婦人肖像』、1911年 - 1912年、東京国立博物館所蔵

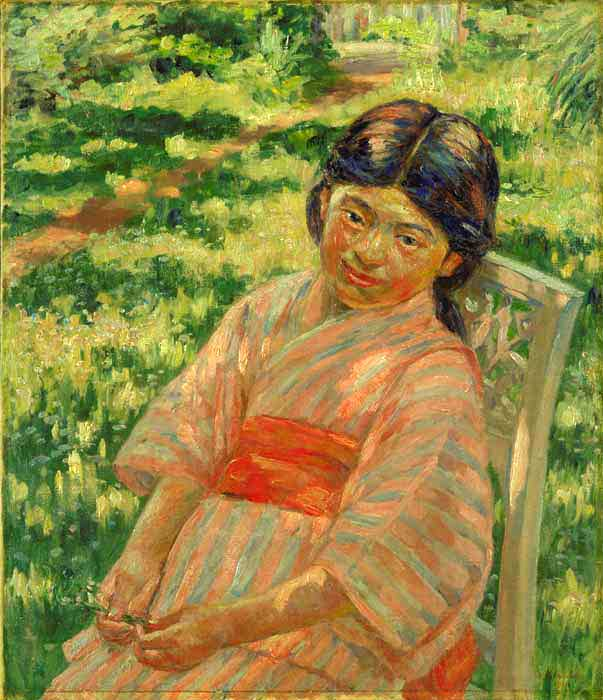
黒田清輝『もるる日影』、1914年、東京国立博物館所蔵

金子たね（金子種子）は、1873年（明治6年）6月8日に、桐生地域の士族で、銘仙などの絹織物を製造・販売する事業を営んでいた金子傳兵衛（1908年〈明治41年〉9月30日に82歳で死去）の三女として誕生した。金子家は、初代が佐兵衛、2代目が太兵衛（1858年〈安政5年〉死去）であり、傳兵衛は3代目に当たる。
傳兵衛は前妻のヤスを1862年（文久2年）2月24日に亡くした後、カン（1907年〈明治40年〉死去）を迎え入れており、彼女との間にたねをもうけた。江戸時代の末期に太兵衛と連れ立って上京した傳兵衛は、たねらとともに六本木坂下に居を定めていた。美術評論家の陰里鉄郎によると、傳兵衛は没落士族であったといい、また一説によると、たねは東京の柳橋において芸妓をしていたとされる。
清輝とたねが出会ったのは明治20年代後半ごろとされ、その後たねは東京の平河町に所在した黒田家の邸宅で暮らすようになるが、養父の清綱が、清輝とたねの結婚に反対していたため、2人は1922年（大正11年）まで内縁の関係にあった。清綱が結婚を反対していた理由は、黒田家が子爵である一方で、たねは爵位を有する家柄の出身ではなかったためとされる。
たねは、黒田家の中では居心地の悪さを感じていたという。しかしながら清輝が、たねのことを「照子」（てるこ）と呼ぶように家の者に命じたこともあり、たねは大切に扱われた。この「照子」という名称は、清輝の戸籍名である「きよてる」からとられたものと思われる
。たねは、後に照子に改名している。たねは茶道や華道にすぐれ、清輝の弟子らが集まる会合の席でも、細かな目配りや気配りをすることができたという。
たねの妹のきよは、彼女の娘の君子が2歳のときに夭逝した。すると清輝は、君子と傳兵衛に黒田邸の敷地内の別棟を住まいとして与え、また傳兵衛とヤスの長女の息子らを敷地内に住まわせた。こうしたことから、清輝がたねの親族に対して手厚い気配りを行っていたことがわかる。君子は1914年（大正3年）の第8回文展に出展された『もるる日影』のほか、1912年（大正元年）の第6回文展に出展された『木苺』などのモデルを務め、傳兵衛は1898年（明治31年）の第3回白馬会展に出展された『書見』などのモデルを務めている。
1917年（大正6年）3月23日に清綱が死去し、その翌月に清輝が子爵の爵位を継承し、黒田家の家長になったが、大井 (1993) によると、その年のうちに、たねは黒田家に入籍したという。1922年（大正11年）4月28日、たねは当時、北海道札幌区（現在の札幌市）に住んでいた南鷹次郎の養女となり、その年のうちに、当時満55歳であった清輝と正式に結婚した。しかし翌1923年（大正12年）12月、清輝は狭心症のため病床に臥し、1924年（大正13年）7月15日に命を落とした。
清輝の遺言によって、1928年（昭和3年）に黒田記念館が完成し、遺族によって寄贈された清輝作品を展示し画業を顕彰することを目的として、黒田記念室が館内に設置された。また1930年（昭和5年）には、東洋で初となる美術関連の資料館および調査研究機関である美術研究所（東京文化財研究所の前身）が創設された。照子は、アトリエに遺されていた清輝作品を黒田記念室に多数寄贈したほか、他者が所蔵していた作品を買い戻したうえで寄贈するなどして、同室のコレクションの拡充に大きく寄与した。
照子は、第二次世界大戦の後、平河町および麻布笄町に所在した黒田邸から下北沢に君子の家族とともに移り住み、1970年（昭和45年）2月13日、老衰のため死去する。享年97歳であった。清輝を研究した隈元謙次郎らに対する協力を積極的に行うなど、長きにわたって清輝の画業の顕彰に勤しんだとされる。
1893年（明治26年）に清輝がヨーロッパから帰国してから死去するまでのおよそ31年のうち、27 - 28年の歳月を2人はともにしている。清輝は、日本の封建的な社会に対して不満や憤懣を抱いていたとされる。そのような中で清輝は、日記をつけるときでも何をするにも照子がそばにいることを求めたといい、山梨絵美子は、照子の存在は清輝にとって心の拠りどころであったのではないだろうか、との旨の見方を述べている。
清輝の従兄弟にあたる樺山愛輔は、かつて『読書』および『湖畔』を所蔵していた。邸宅は、イギリスの建築家ジョサイア・コンドルが設計し、麹町区（現、千代田区）永田町に建てられたレンガ造りの洋館であり、客間に『湖畔』が、食堂に『読書』が飾られていた。愛輔の次女で随筆家の白洲正子は、照子について次のような随想を残している。
（《湖畔》の）モデルになった人のことを、私たちは「おてるさん」と呼んでいた。後には黒田夫人と呼ばれるようになったが、私の知る範囲では、彼女はいつも蔭の人だった。家へ連れて来られることは一度もなかったし、黒田さんは（少なくとも表向きは）独身のようにふるまっていた。そういう点では、おてるさんもずい分辛い思いをされたに違いない。事情はよく知らないけれども、女性関係において、あまり幸福でなかったことが、このような傑作を生んだのであろう。—白洲正子、「黒田清輝の女人像」、『縁あって』、1982年

## 主題

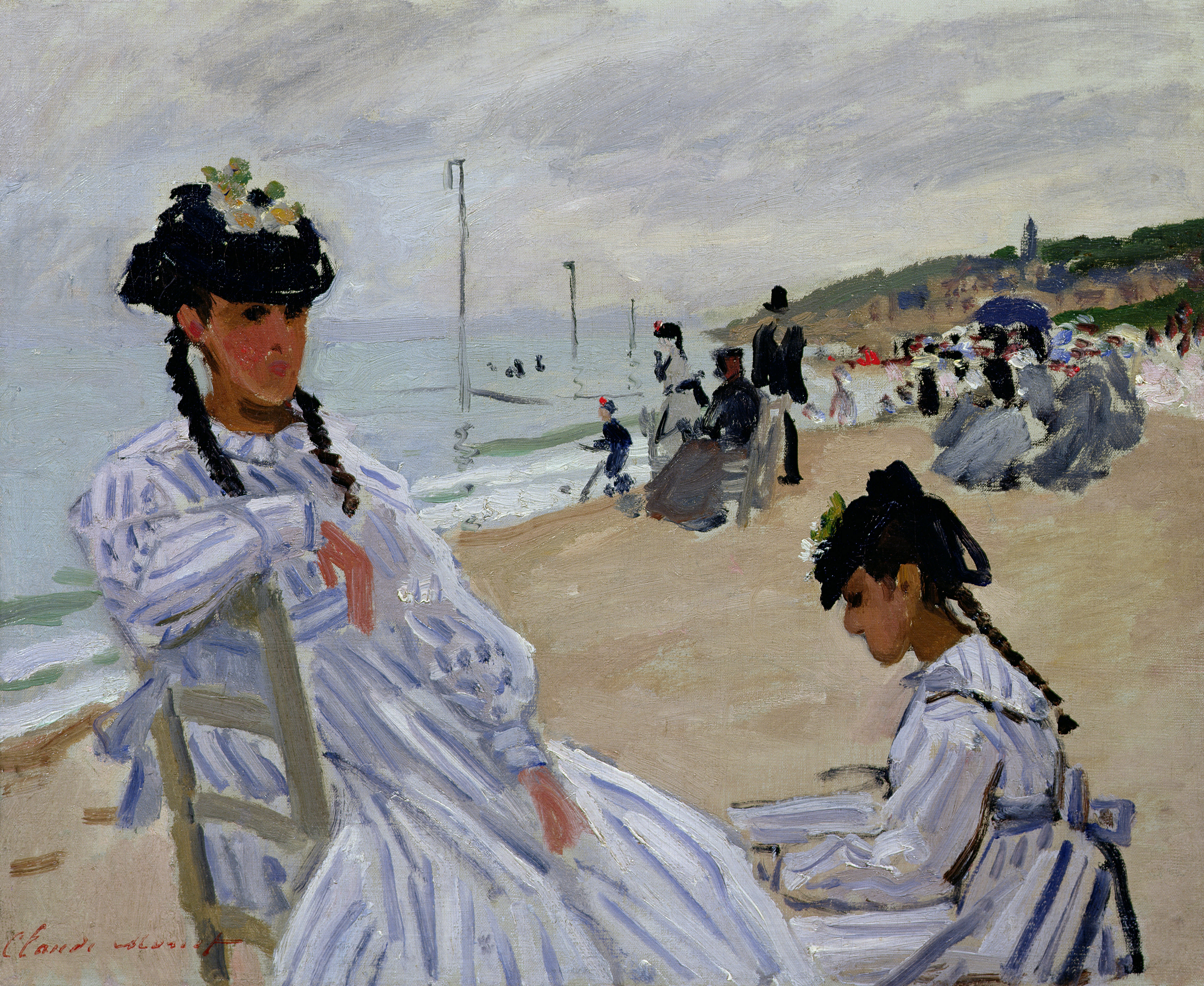
モネ『トゥルーヴィルの海辺にて』、1870年

スーラ『グランド・ジャット島の日曜日の午後』、1884年 - 1886年

黒田は、滞欧時代の1892年（明治25年）に製作された『西洋婦人納涼図』および『夏図（野遊び）』でも湖のほとりで涼をとっている女性を描いている。また、うちわを手にして水辺で涼をとる女性を描画した下絵が何点か残されている。こうしたことから、『湖畔』はこれらの一続きの絵画の延長線上に位置するとみなすことができるのではないかとの旨を崔は述べている。崔は、『西洋婦人納涼図』の画面中央に描かれた、うちわを手にした女性をそのまま水平方向に180度回転させると『湖畔』に描かれた女性と重なり、この2人がとっているポーズがほとんど同じであることを指摘している。
黒田は1901年（明治34年）8月に照子と養母の貞子とともに箱根を訪れ、元箱根にある旅館「むさしや」に宿泊している。このとき彼は『湖畔の風』というスケッチ作品を製作した。田中淳は、現在も営業を続けている「むさしや」の裏側の芦ノ湖のほとりへ行き、対岸の山の姿を確認すると、スケッチと変わらない景観があるとしている。黒田は別のスケッチ作品『湖畔婦人』も製作した。この2つのスケッチには、浴衣を身につけた女性とその背景にある湖面と対岸の山が描かれている。このことから田中は、黒田の中に4年前の『湖畔』の残響のようなものが存在した可能性を指摘している。
水辺での憩いという主題は、当時のフランス人画家らによって好まれており、クロード・モネ『トゥルーヴィルの海辺にて』（1870年）やジョルジュ・スーラ『グランド・ジャット島の日曜日の午後』（1884年 - 1886年）のほかにエドゥアール・マネ『アルジャントゥイユ』（1874年）などに見られる。『グランド・ジャット島の日曜日の午後』は、1893年（明治26年）に『西洋婦人納涼図』および『夏図（野遊び）』が出展されたのと同じ展覧会に出展されている。

## 舞台
本作の舞台である芦ノ湖のほとりは、標高がおよそ720メートルであり、盛夏においても自然の涼しさを感じられることや、富士山が望めることなどから、当時の日本では数えるほどしかなかった避暑地の1つとして認知されていた。一般にこの地が避暑地と見なされるようになったのは、明治時代の初めごろである。黒田が照子と逗留した場所の現行の地名は箱根町箱根であり、同地はもともと江戸時代の初期にあたる1618年（元和4年）に、五畿七道の1つである東海道の10番目の宿場町として成立した。
江戸時代後期に編まれた『新編相模国風土記稿』では家の数はおよそ200軒と、町の成立当初からほぼ倍増しており、旅籠の数も39軒に及んだ。しかし、1872年（明治5年）に宿駅制度が廃止されると、もともと生産性が低い土地である箱根の人々は経済的な打撃を被り、また1889年（明治22年）に新橋・神戸間の東海道線の全線が開通されると、交通の中心が鉄道に移行し、箱根を通過する旅人の数は大きく落ち込んだ。これによって箱根宿の経済は崩壊しかねない状況に陥った。『神奈川県統計書』によると、1897年（明治30年）ごろには家の数が90軒にまで減少していた。
箱根を避暑地として利用し始めたのは、江戸時代末期の開国に伴って日本を訪れた外国人らであった。開国当初は外国人遊歩規定によって、外国人が居留地およびその周囲およそ40キロメートル四方と規定された遊歩区域の外に出ることが原則として禁止されており、箱根は遊歩区域外にあったのであるが、湿度の高い日本の夏の暑さに慣れていない外国人は、それから逃れようとしてさまざまな理由をつけて旅行を希望した。
箱根へは、1867年（慶応3年）の春にイギリスの外交官で2代目駐日公使を務めたハリー・パークスが訪れているほか、同時期にイギリスの外交官で通訳者のアーネスト・サトウも来遊している。『神奈川県史料』によると、1869年（明治2年）には一般の外国人も、病気の療養など特別な理由がある場合に限り、箱根や熱海などに旅行することが認められるようになった。以降、箱根を訪れる外国人の数は急増していき、芦ノ湖のほとりも避暑地としての評判を上げていった。
黒田が来訪した1897年（明治30年）ごろには、箱根はすでに外国人らの避暑地として知名度を上げていた。『黒田清輝日記』によると黒田は、本作を製作した1897年（明治30年）のほか、1896年（明治29年）に避暑のために箱根を訪れて石内旅館に宿泊しており、また1901年（明治34年）にも箱根に赴いている。
当時の日本人には、避暑のために高地へ行くという習慣がほとんどなかったが、白洲正子によると、黒田は大磯や御殿場にもしばしば避暑のために訪れていた。こうした黒田の避暑行動について鈴木康弘は、彼が長年にわたるヨーロッパでの生活の中で身につけたのではないだろうか、との見方を示している。田中淳は、小説家の斎藤緑雨の作品の中に、華族などの特権階級層が避暑をしたことが書かれていることなどから、黒田が避暑をすることができたのは、彼が特権階級に属していたためであろうとの見方を述べている。

## 影響

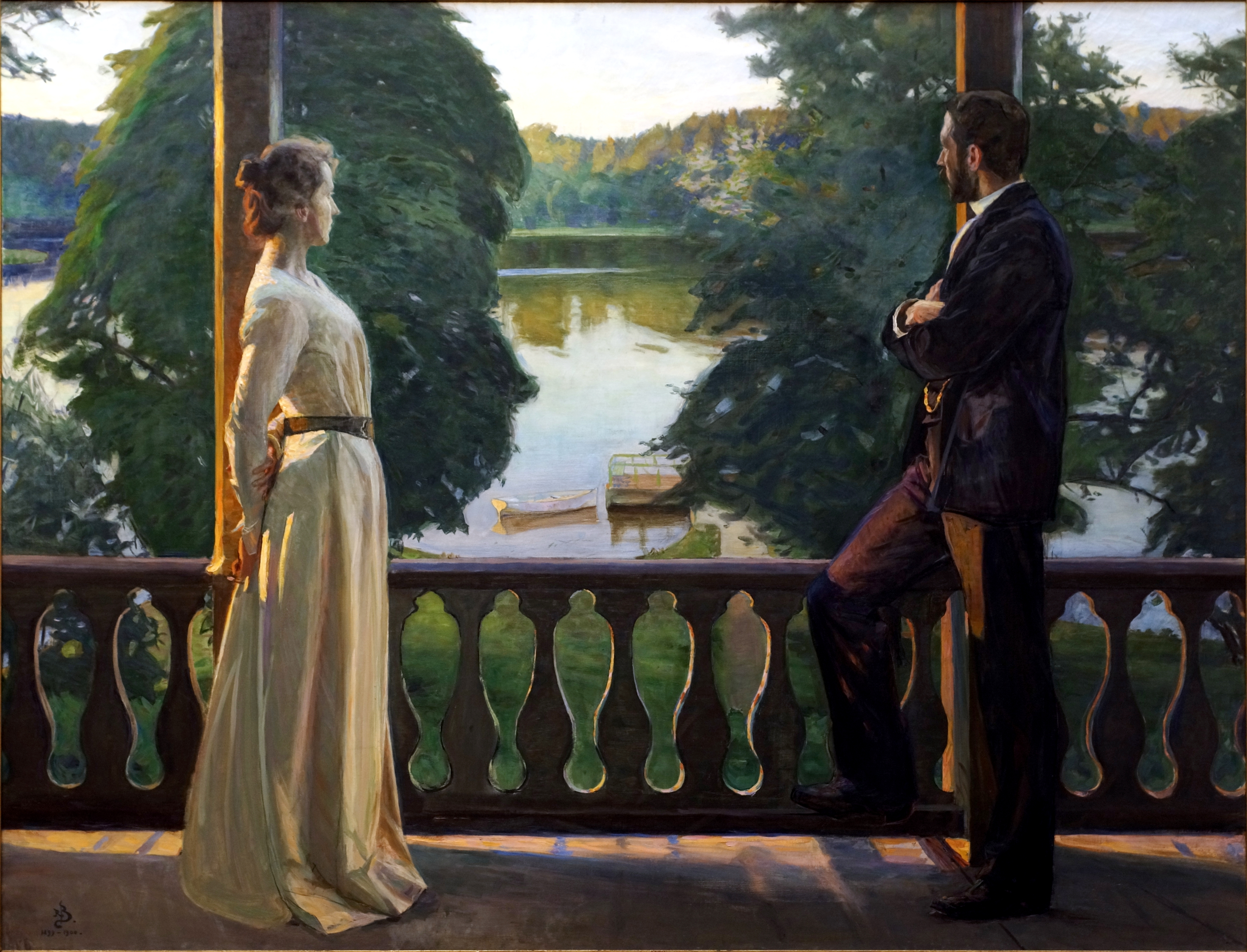
リッカルド・ベリ『北欧の夏の夕暮れ』、1899年 - 1900年、イェーテボリ美術館所蔵

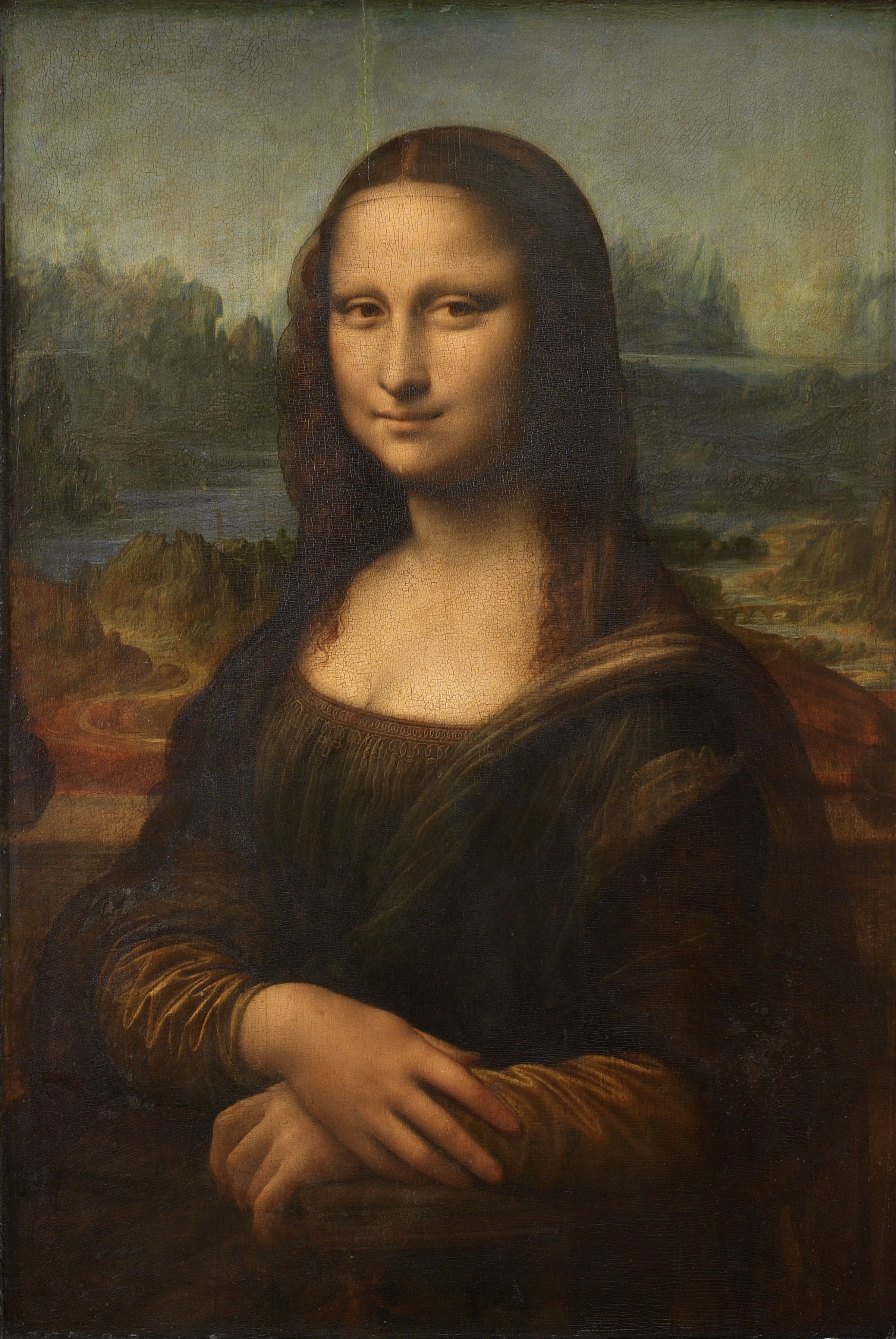
レオナルド・ダ・ヴィンチ『モナ・リザ』、ルーヴル美術館所蔵

美術史家の荒屋鋪透は、『湖畔』は同時期に北欧諸国で見られたナショナル・ロマンティシズム（国民的ロマン主義）の影響を受けた1890年代のノルディスム（北欧趣味）の系譜に属する風俗画ではないだろうかとの見方を示している。黒田は滞欧時代にフランスの芸術家村、グレー＝シュル＝ロワンに居住していたが、1880年代に同地を訪れていたスウェーデン人画家リッカルド・ベリは、祖国において『北欧の夏の夕暮れ』という風景画を製作している。荒屋鋪は、ベリのこの作品と『湖畔』はともに、まるで時が止まってしまったかのような静けさを感じさせるという点で共通している、との旨を述べている。
照子は、『湖畔』の製作に取り組む前の清輝について、「毎日、湖水を描いていた」との旨を述べており、また清輝は、ノルウェーの画家フリッツ・タウローの風景画における水の表現に着目し、「水が動いている様子や、透明な水や半透明の水の風情などを非常に巧みに描き出している」との旨を述べている。
崔は、黒田が模写をするためにしばしばルーヴル美術館を訪れていたことや、1886年（明治19年）にレオナルド・ダ・ヴィンチの『モナ・リザ』を真似たと思われる女性肖像画を製作していることを挙げ、『モナ・リザ』の影響を受けて『湖畔』が描かれた可能性を示している。
古今東西の芸術作品を独自の方法で展開し、オリジナルの作品に対するイメージを揺さぶる作風で知られる現代美術家の福田美蘭は1993年（平成5年）、黒田の『湖畔』の背景を右方向と上方向に引き延ばして、同名の作品を描いた。福田は『芸術新潮』において、「有名な絵画を鑑賞する際には先入観にとらわれやすく、自分なりに作品と向き合うことが難しい。オリジナルの作品を先入観なしに鑑賞してもらえたら、という考えで『湖畔』を拡大した」との旨を語っている。

## 評価
1897年（明治30年）の第2回白馬会展では、好意的な批評が多く寄せられたとされる。陰里鉄郎は本作について、黒田作品の中でも最も知名度があるとの旨を述べている。同年12月刊行の『美術評論』には、「人物がモデル臭い」「写真撮影のような構えがある」というような批判的な評価が寄せられた一方で、洋画家の久米桂一郎は次のような好意的な評価を寄せている。
この画は今度白馬会に出した作者の出品中、最も善きものゝ一つだ。題を避暑と云ふ処から議論が出たが、真面目君の裸体画評の時の御説に従ひて、仮に「ろの八」と云ふ番号にして納涼と云ふ意味もなくして見給へ。水の色から衣服の色、殊に遠景の処などは実に申分なしだ。実によく出来て居るよ。—久米桂一郎、「無扉門 黒田清輝筆避暑」、『美術評論』、1897年12月
隈元謙次郎は、青色の色調で画面全体を統一し、唇とかんざしの朱色と頬のわずかな淡紅色によってアクセントを入れているとした上で、次のように評価している。
この巧みに統一された淡雅な色調と、盛上げをさけてうすく附けた顔料、よどみのない筆触に彼の言う日本油彩画樹立の意図が見られる。その山と水と人物の間に於ける空気、外光の表出に至っては、当時の何人も追随し得ぬ技巧のうまさが見られる。この作品は、わが国印象派移入時代の一代表作であるばかりでなく、明治期を代表する作品の一つである。—隈元謙次郎、文化財保護委員会美術研究所編『近代美術資料 第三輯』、1951年、美術出版社
美術評論家の今泉篤男は、黒田は素直に真正面から絵画製作に取り組んでいたために、ヨーロッパから帰国した1893年（明治26年）以降、作風が急速に日本的なものに変化していったとしている。帰国直後に製作された『舞妓』や、1894年（明治27年）に描かれた『東久世伯肖像』には滞欧時代の画法が観察されるとした上で、次のように述べている。
有名な「湖畔」（一八九七）になると、これは油絵で描かれた完全な「日本画」である。私はこの絵に、上質な四条派のようなものを感じないわけにはいかない。ここには、日本の油絵のもつ当然の性格―いい意味でも、悪い意味でも―が出過ぎるほど出ている。悪い意味というのは、本当の油絵の材質感の特質も生かされていなければ、表現力も限定されているという意味である。—今泉篤男、「高い格調生んだ素直さ 黒田清輝展によせて」、『毎日新聞』夕刊、1973年6月18日

## 調査

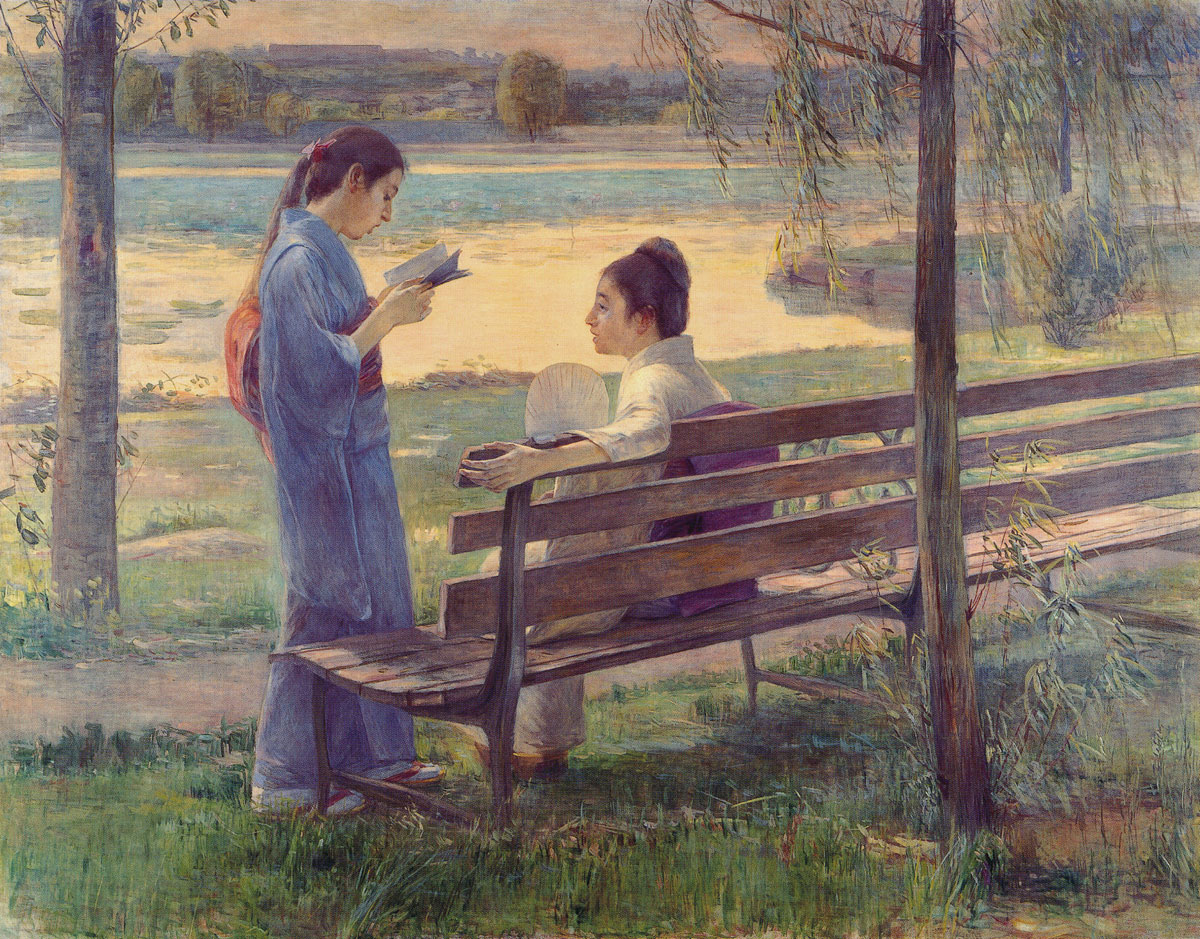
藤島武二『池畔納涼』、1897年、東京藝術大学大学美術館所蔵

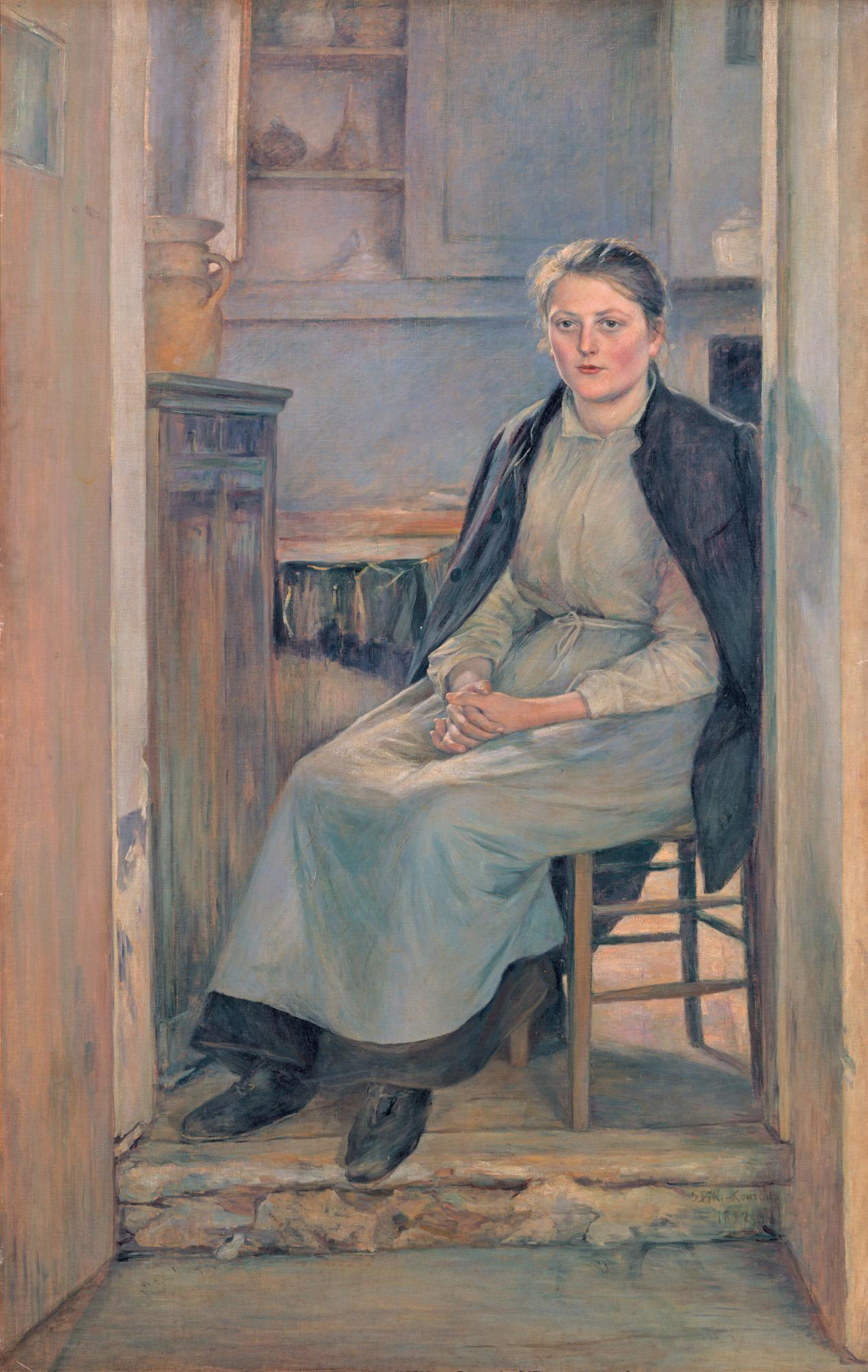
黒田清輝『婦人像（厨房）』、1892年、東京藝術大学大学美術館所蔵

井口ら (1999) による紫外線蛍光撮影を用いた調査では、画面上に補彩（絵の具が剥落した部分に絵の具で色を補うこと）などの作業が行われた形跡は認められなかった。ただし、修復を目的として1965年（昭和40年）以降に、裏面に組格子によって補強がなされた板の上からカンヴァスを袋張りしたと思われる処置が施されている。袋張りには若干のむらがみられる。
画面上部に絵の具が塗られていない部分があり、薄く脆弱な地塗り層が見えている。X線写真から、地塗り材には主に鉛白が用いられているものとみられる。白色をした地塗り層には艶が出ていない。これは、吸収性の地塗りが用いられた可能性が考えられる。しかし画面の辺の付近、とりわけ上部では地塗り層の剥落が生じている。これと同様の地塗り層の剥落は、藤島武二による油彩画『池畔納涼』（1897年、東京藝術大学大学美術館所蔵）でも確認されている。このことから、『池畔納涼』は『湖畔』の主題の面で影響を受けたことが指摘されているが、技術的な面でも影響を受けたことが推測される。
紫外線蛍光画像からは、ワニス層は認められない。絵の具層には、亀裂や変形が発生している部分がある。画面の右上隅および左上隅には、板とカンヴァスとの間に異物が入り込んでおり、突起ができている。絵の具層と地塗り層、カンヴァスとの固着の状態は良い。画面中央部の上部から下部にかけて、木枠の中桟が接触して生じたと思われる跡が残っていることから、カンヴァスは、格子状の板が張り込まれる前は、田の字型をした木枠に張り込まれていたものと考えられる。
『日本経済新聞』に掲載された照子の語りによると、黒田は下描きをしなかったとしているが、赤外線写真から、彼は下描きをしていたことがわかる。下描きには木炭を用いたとされる。下描きは詳細であり、特に人物の部分は影に至るまで念入りに描き込んでいる。
右耳の大きさや右手の位置のほか、うちわの大きさや浴衣の右袖先端部分の位置については、下描きと完成画とで相違がみられるほか、下描きには髪飾りおよび櫛は描画されていない。このように細かな変更点は認められるものの、おおよその構図は下描きの段階ですでに出来上がっていたことがわかる。
側光線撮影によって、絵の具は全体的に薄く平坦に施されていることがわかる。『湖畔』は、比較的薄塗りで描かれた『婦人像（厨房）』よりもさらに薄塗りである。しかしながら、顔の部分は比較的厚く塗られている。画面中央やや右寄りの湖面についても絵の具が比較的厚めに塗られた部分があり、そこで亀裂が生じている。
浴衣のたて縞模様の位置は、X線画像と完成画とで異なる部分がある。このことから、使われた白色顔料が2種類あったことがわかる。空と地平線の周辺のほか、人物の右ひざや右肩、額といった部分はX線の透過率が低く、これは白色顔料に鉛白が用いられているためとされる。湖面や山のほか、手やうちわ、顔といった部分はX線の透過率が高く、これは白色顔料に亜鉛華（亜鉛白）が用いられているためとされる。うちわは、青色を加えた亜鉛華を薄く塗って仕上げている。
黒田は、青色と赤色に紫色を足すことで暗色をつくった。このことから彼は「紫派」と呼称されるようになった。紫みを帯びた暗色は、髪の毛や帯のほか、陰影の部分に使われている。
カンヴァスは平織りされた亜麻布で、1平方センチメートルあたりの織糸の本数は、経糸が20本、緯糸が18 - 19本である。左右方向に経糸が走っている。画面上には、わずかながら汚れがみられる。
赤外線撮影を用いた調査から、黒田は黒色顔料をほとんど使っていないことがわかっている。画面の最左下部に “SÉÏKI, KOURODA. ─1897─” との署名および年記が入っているが、紫みを帯びた深い青色の絵の具が用いられている。
画面中央やや左寄りの湖面には絵の具が比較的厚めに塗られた部分があり、亀裂が生じているが、これは白色顔料に亜鉛華が用いられているためとされる。X線撮影を用いた調査から、白色顔料のうち鉛白は製作の初期に用いられ、色調を変化させることを目的として、製作の終盤で亜鉛華を使用したものとされる。『婦人像（厨房）』のX線画像から、明部に鉛白を大量に使っていることが判明しており、完成画の色遣いとは異なる部分がある。こうした傾向は『湖畔』でも確認されている。

## 鑑賞教材としての『湖畔』

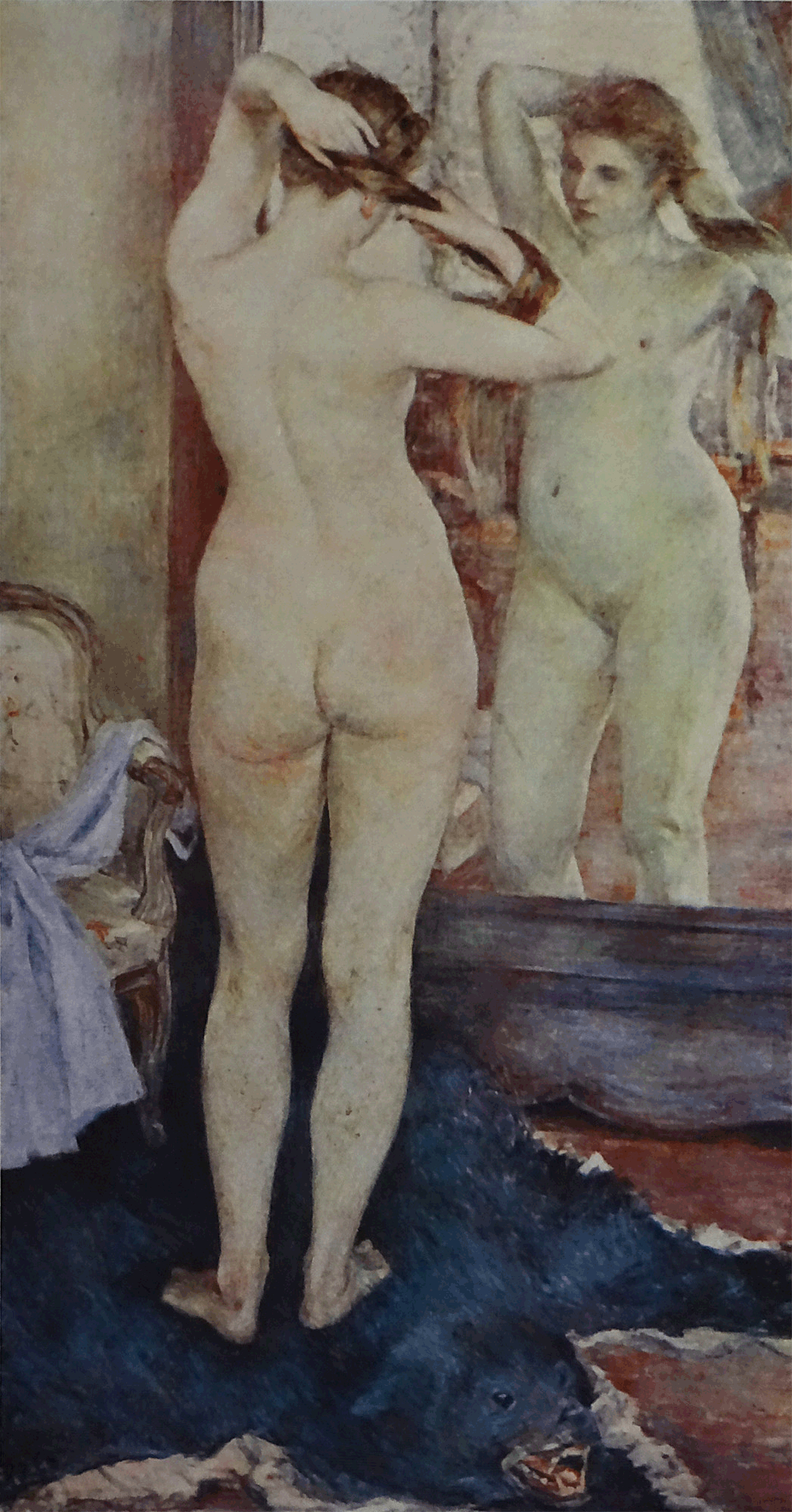
黒田清輝『朝妝』、1892年 - 1893年

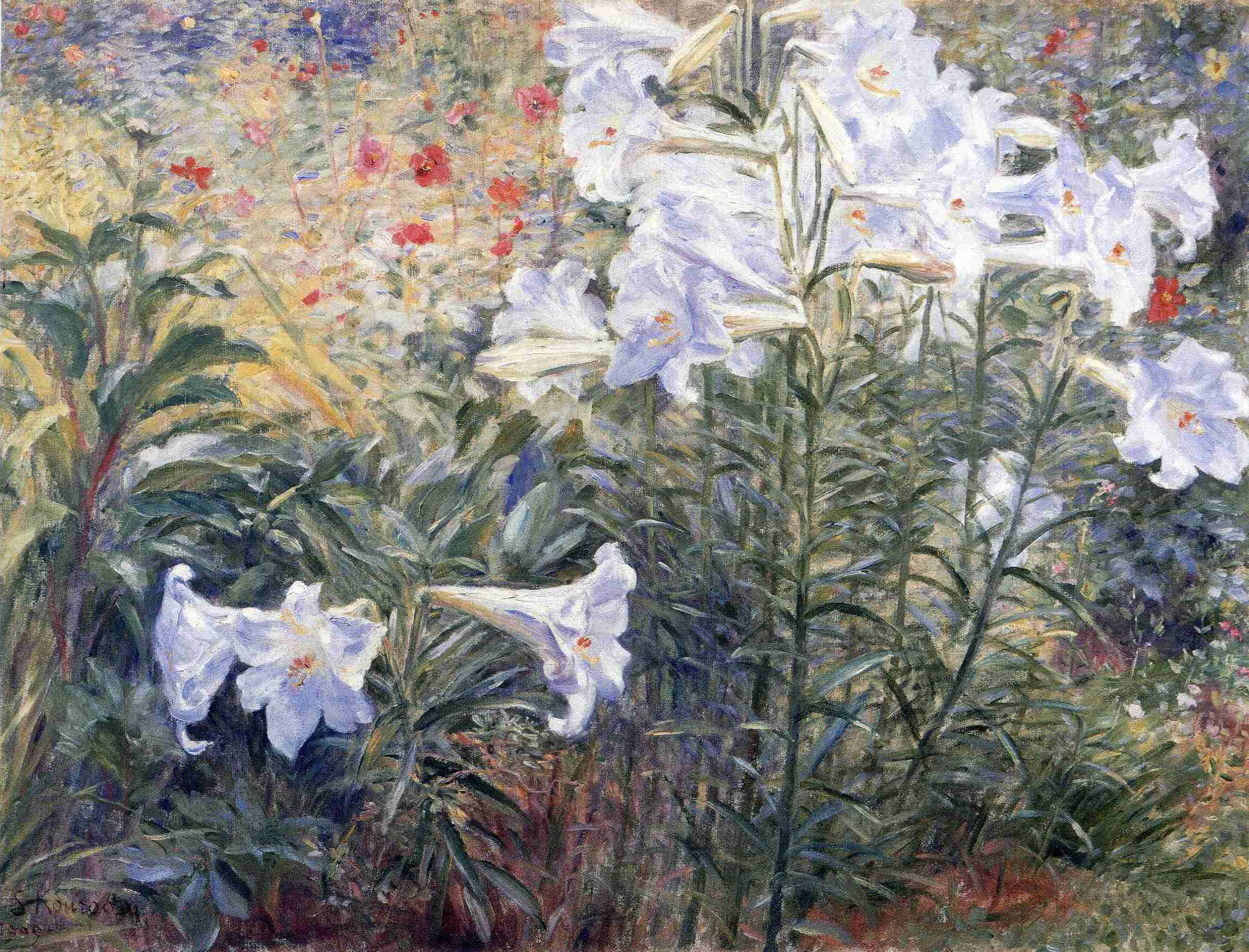
黒田清輝『鉄砲百合』、1909年、アーティゾン美術館所蔵

日本の美術教育における鑑賞教材に、美術史的に重要な黒田作品のうちのどの作品を採用するかは、第二次世界大戦前においては難しい問題であった。その理由について金子一夫は、黒田の代表作を決めるのが難しいことと、鑑賞教材として適切な題材の作品がないことを挙げている。滞欧時代の『朝妝』（1892年 - 1893年）『婦人像（厨房）』『読書』、帰国後の『湖畔』『昔語り』『智・感・情』などが主要作品として挙げられるが、突出したものはない。また、黒田は女性像を描いた作品を多く残した。『朝妝』や『智・感・情』のような裸体画は教育の観点から基本的に除外される。『婦人像（厨房）』と『読書』のモデルは愛人であり、『湖畔』に描かれた照子とは複雑な関係があった。『昔語り』で僧侶の話に耳を傾けている舞妓らも、戦前の道徳観にそぐわないものとされる。金子は、このような難しい問題があったために、あまり馴染みのない絵画が戦前期に採用されたのであろうとしている。たとえば、1941年（昭和16年）発行の鑑賞用掛図には『茶休み』（1916年）が、1943年（昭和18年）の『中等学校用 図画』には、山百合が大きく描かれた『百合』が採用されている。
第二次世界大戦後において鑑賞教材にどの黒田作品が採用されたかは、時期によって変化している。昭和20年代には『鉄砲百合』（1909年、アーティゾン美術館所蔵）が比較的多く採用された。これは、1948年（昭和23年）に刊行された美術研究所編『近代日本美術資料1』と、そのおよそ2年後に刊行された文部省編『図画工作科鑑賞資料 絵画編第2集』に『鉄砲百合』が採用されたことが大きいとされる。昭和30年代から昭和50年代半ばにかけては『読書』が鑑賞教材に定着した。この時期には、ヨーロッパ人が書を読んでいる『読書』が「西洋」と「読書」という2つの点において美術教育にふさわしいと考えられたのに対し、日本人が休憩している『湖畔』は勤勉さが重視される戦後の社会にそぐわなかったとされる。昭和50年代半ばを過ぎると『読書』に代わって『湖畔』が多く採用されるようになった。これには、日本の女性が休憩しているというモチーフがゆとり教育の考え方に沿っているといったことなどが関係しているとされる。

## 重要文化財への指定

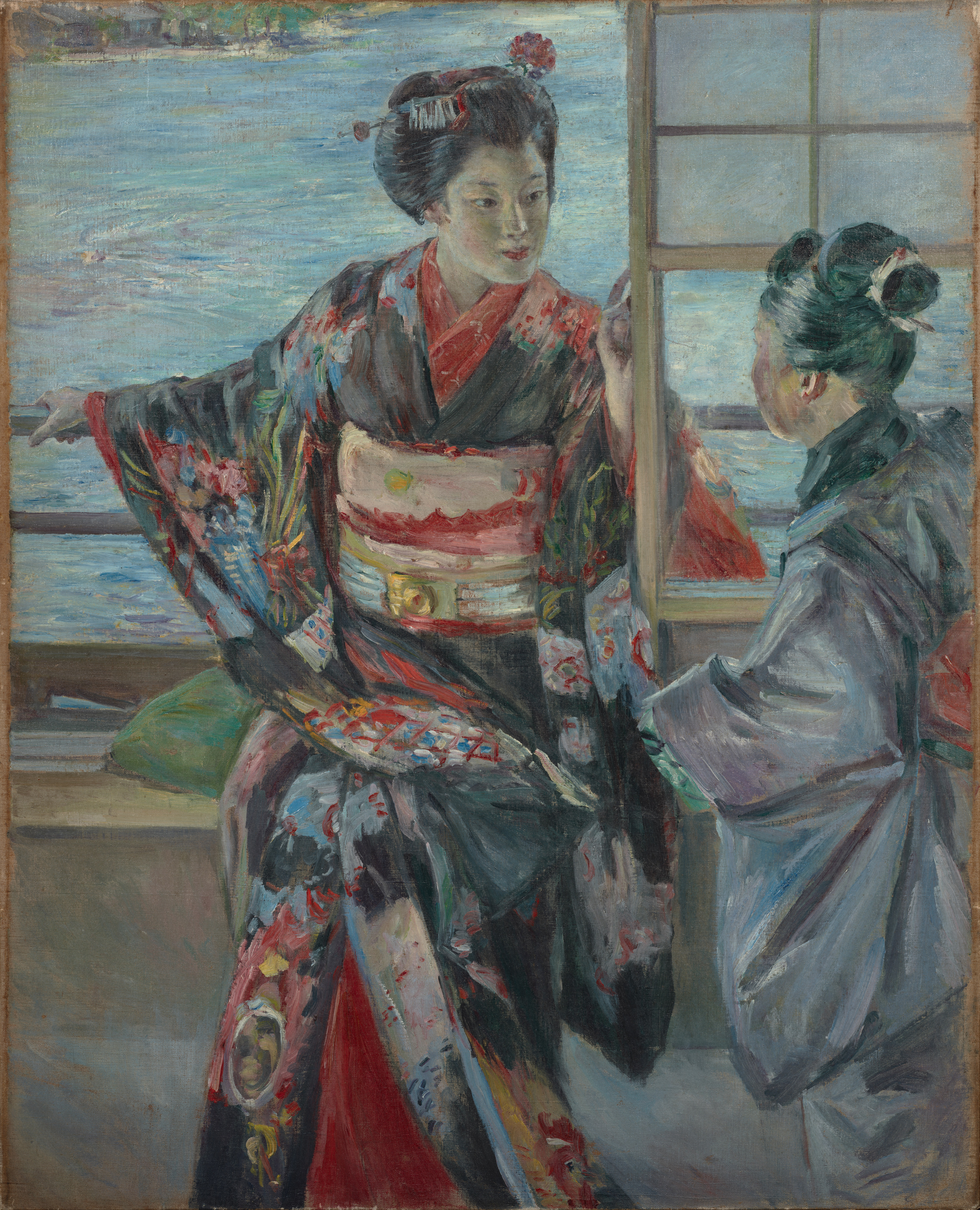
黒田清輝『舞妓』、1893年、東京国立博物館所蔵

国指定の重要文化財に指定されている黒田作品には『舞妓』と『湖畔』がある。『舞妓』の指定は1968年（昭和43年）であった。その31年後の1999年（平成11年）6月7日に『湖畔』が指定を受けた（指定番号：01970）。
1968年（昭和43年）当時、文化庁文化財保護部美術工芸課の職員を務めていた、美術史家の渡邊明義によると、新指定のための文化財保護審議会では、候補物件として『舞妓』と『湖畔』の2作品が挙げられており、審議が行われた結果、前者は指定が決まり、後者は保留となったといい、美術評論家の土方定一と彫刻家の石井鶴三が『湖畔』の指定に難色を示したという。
『湖畔』が保留となったことについて田中淳は、次のような見解を示した。石井は1953年（昭和28年）に、黒田の絵画を「本筋ではない」と記しているほか、1966年（昭和41年）にヨーロッパ各地の美術館を巡回した際、ジャック＝ルイ・ダヴィッドらの作品を否定的に評価しており、このことがヨーロッパ美術を日本にもたらした黒田への評価を落とした原因となったのではないかとした。土方は、ヨーロッパ美術の影響を日本の美術が受けることを「移植」という言葉で表現しており、『舞妓』と『湖畔』のうち、どちらがヨーロッパ美術を巧みに「移植」しているかを考えた場合に『舞妓』のほうに落ち着いたのではないかとした。
1999年（平成11年）6月発行の『月刊文化財』に掲載された、文化庁文化財保護部による「新指定の文化財（美術工芸品） 重要文化財の指定」では、本作は日本洋画史上において重要な地位を占める黒田を代表する作品であるだけでなく、日本的性格を有する油彩画の模範となる作例を示したとの旨の評価が記されている。また同稿は、1927年（昭和2年）の「明治大正名作展」に出展された時点で、明治時代後期の代表的な洋画作品の1つとの評価を得ており、それ以降現代に至るまで、近代に製作された洋画作品の中で日本で最も高い人気を得ている作品の1つであるとしている。

## 切手
1967年（昭和42年）2月15日、郵政省は同年4月20日からの切手趣味週間に合わせて、郵政法第33条に基づき、『湖畔』がデザインされた15円郵便切手3,300万枚を同日より発行・発売することを発表した。発表では、印刷の版の様式はグラビア5度刷りであり、この15円切手の発売に際しては、東京中央郵便局、名古屋中央郵便局、大阪中央郵便局および京都中央郵便局の各窓口において記念印の1つである初日用通信日付印を押すほか、東京中央郵便局でのみ郵頼による初日押印サービスを行うとしている。
郵政省告示第297号によると、印画寸法は、縦3.3センチメートル、横4.8センチメートルであり、刷り色は、明るい茶、にぶ青、灰色、うす黄、紫味ピンクの5色である。切手シートは、1シートあたり縦5枚、横2枚の計10枚で構成されている。